# Tour de la porte de la Jambe courte
La tour de la porte de la Jambe courte (en estonien : Lühikese Jala väravatorn) est une tour des remparts de Tallinn en Estonie.

## Présentation
La porte de la jambe courte est située dans la partie sud-ouest du remparts de Tallinn et mène de Toompea à la rue Lühikes Jalg.
Le tronçon court est une ruelle en escalier de 80 mètres de long qui relie la ville basse à la ville haute ou Toompea.
La haute tour est à côté de la porte.
La tour de la porte de la jambe courte a été construite entre 1454 et 1456.
La tour a été endommagée pendant la guerre de Livonie et Dans la seconde moitié du XVIIIe siècle, la partie supérieure de la tour fut reconstruite et les deux premiers étages ont été transformés en logements.
Un couloir traverse le pied de la tour et relie les rues Lühikes Jala et Pikk jalg.
La tour a une lourde porte en fer avec des ferrures et une serrure historique.
L'ensemble Hortus Musicus de musiq=ue ancienne joue à l'étage inférieur de la tour.
Sur la tour se trouve une sculpture de la Vierge Marie créée par Clawes van der Sittow (de).

## Galerie

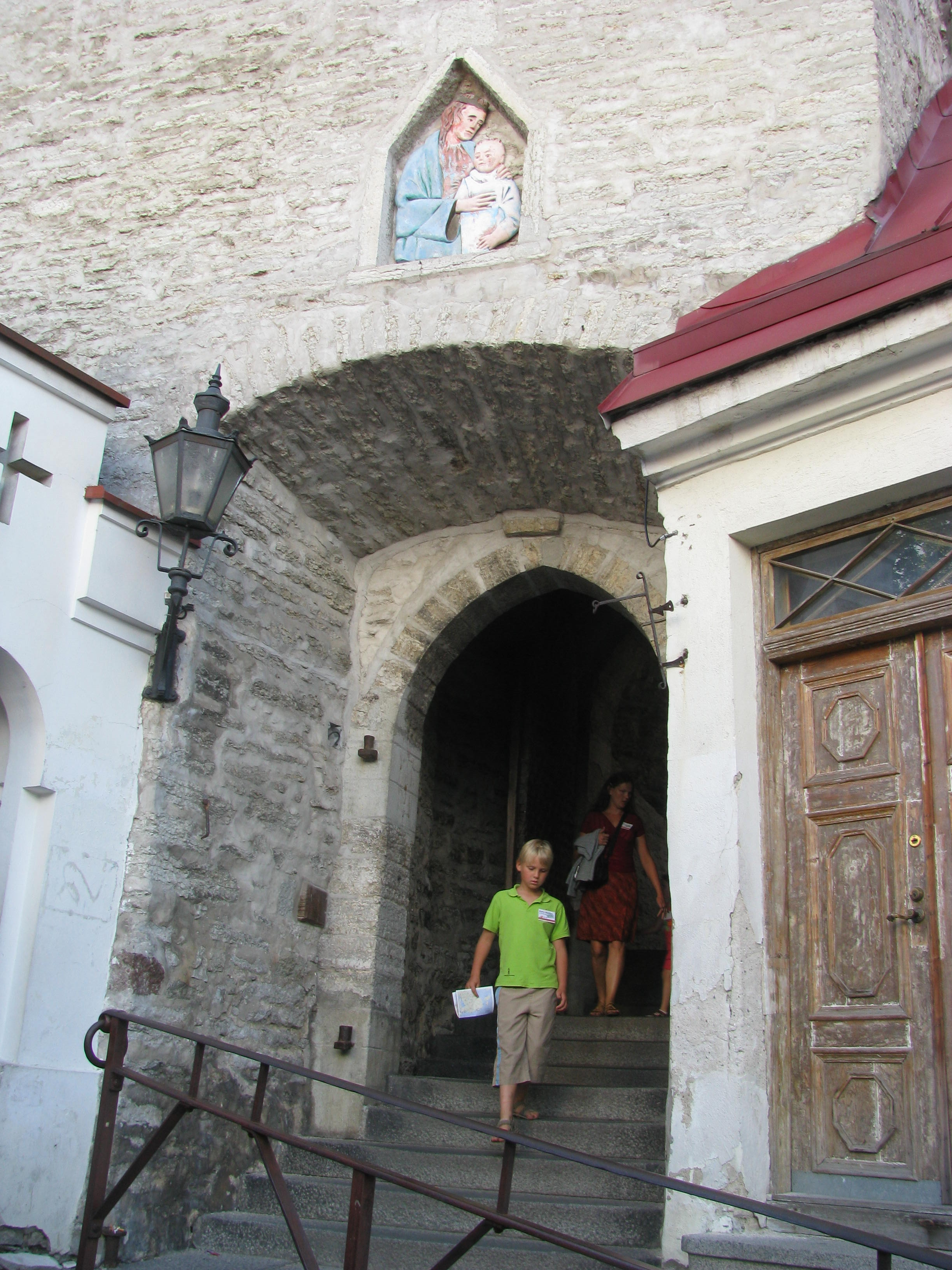
Porte de la tour de la Jambe courte et statue de la Vierge.
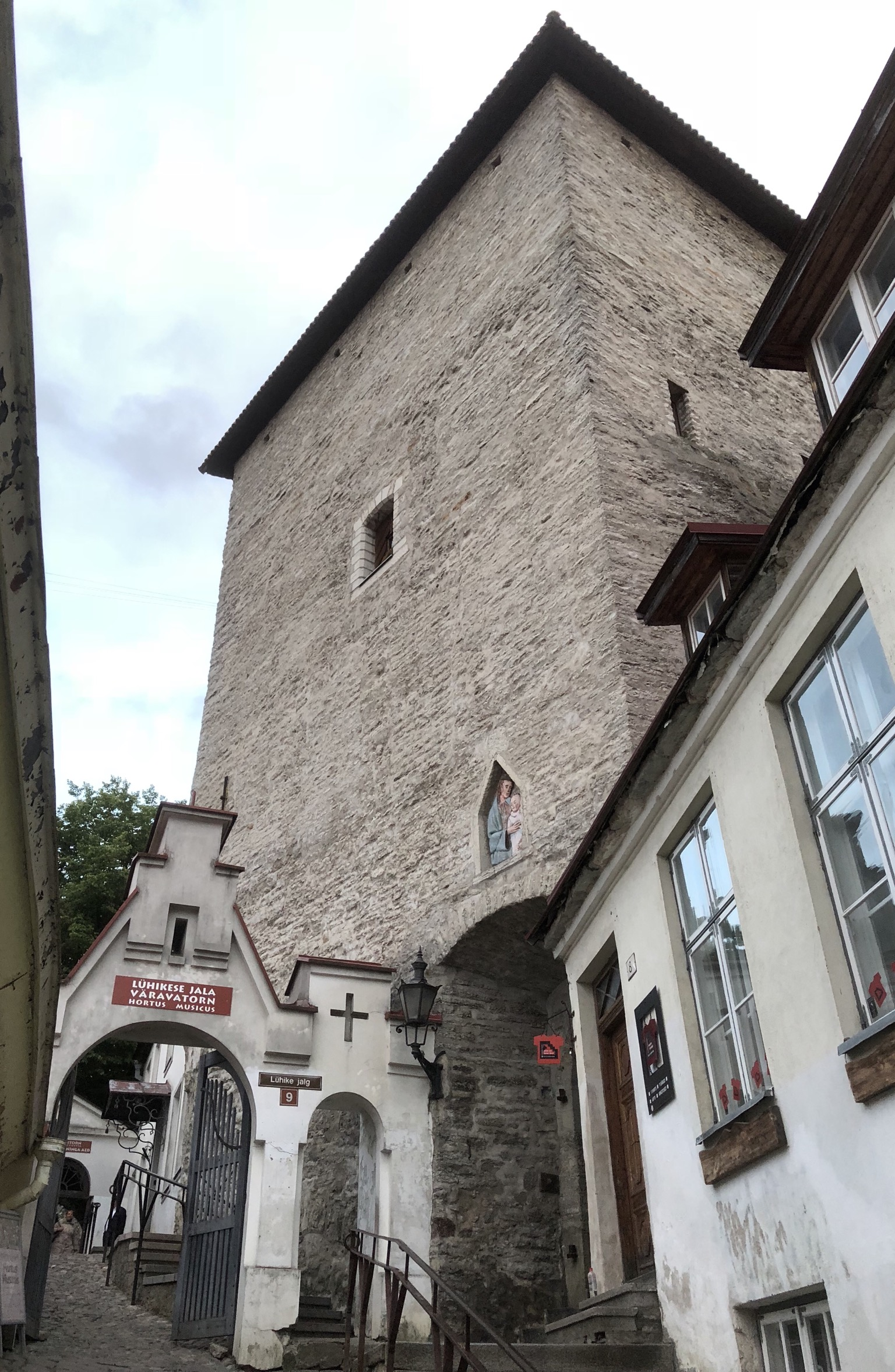
La porte.
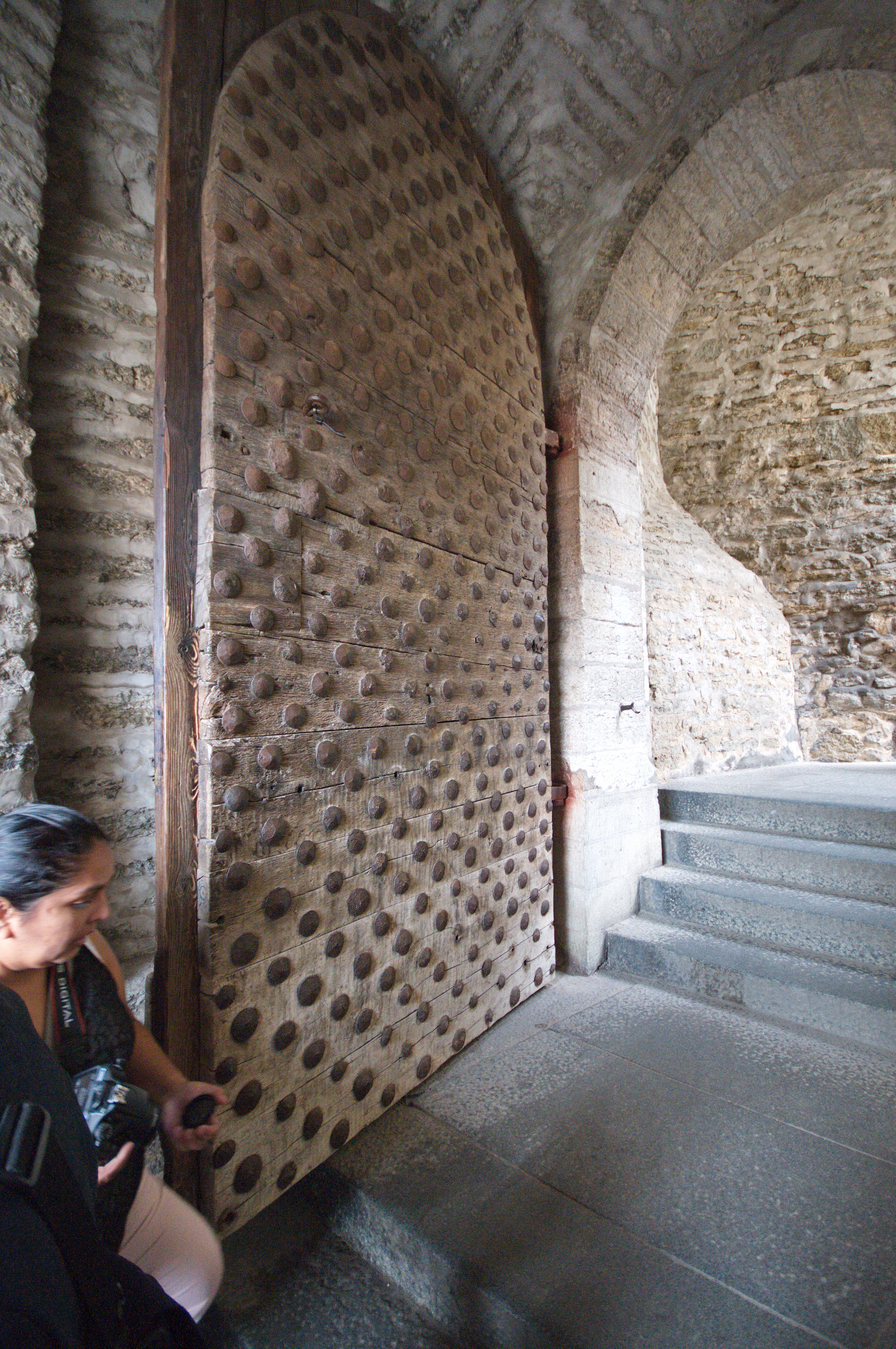
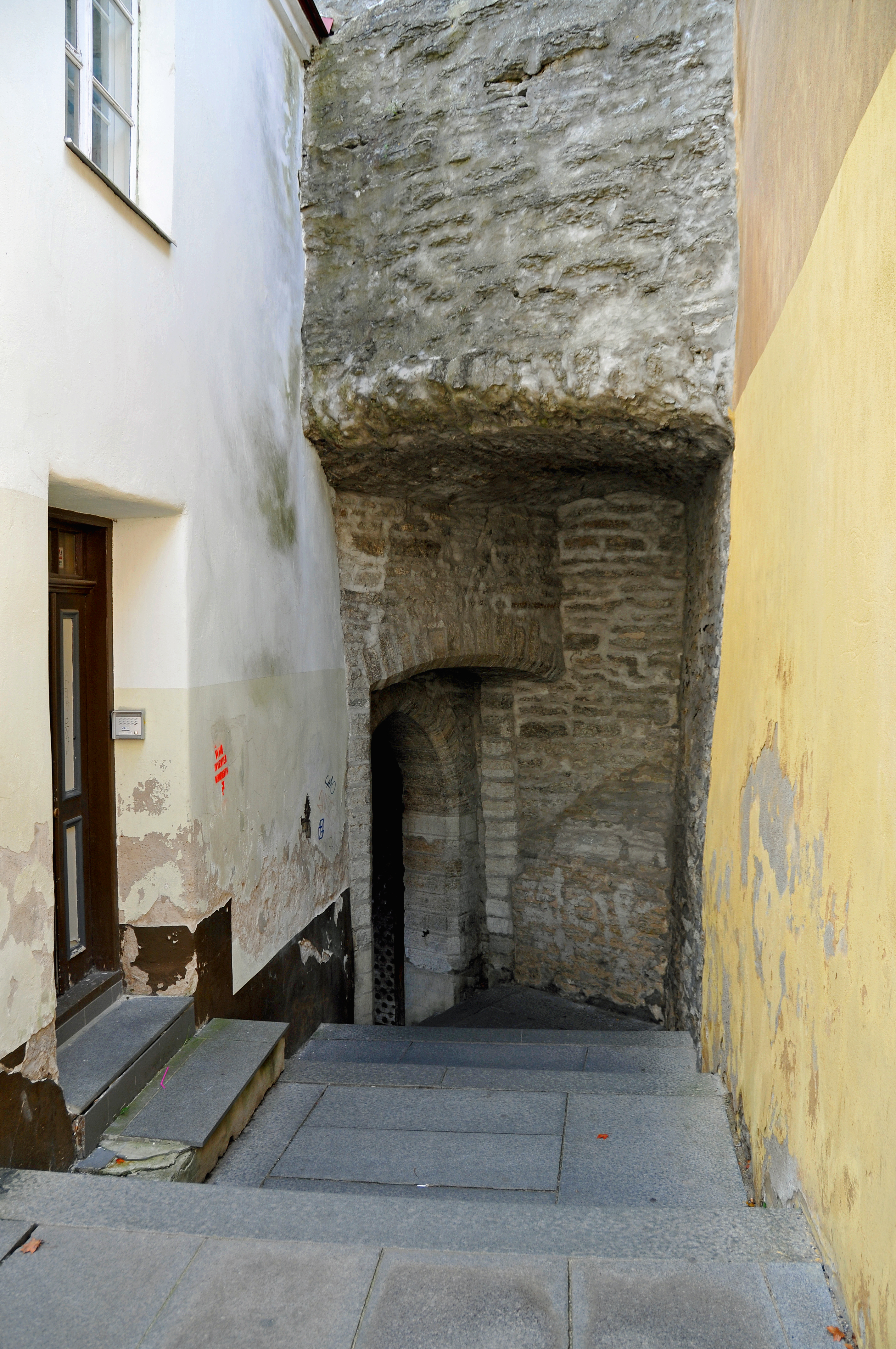
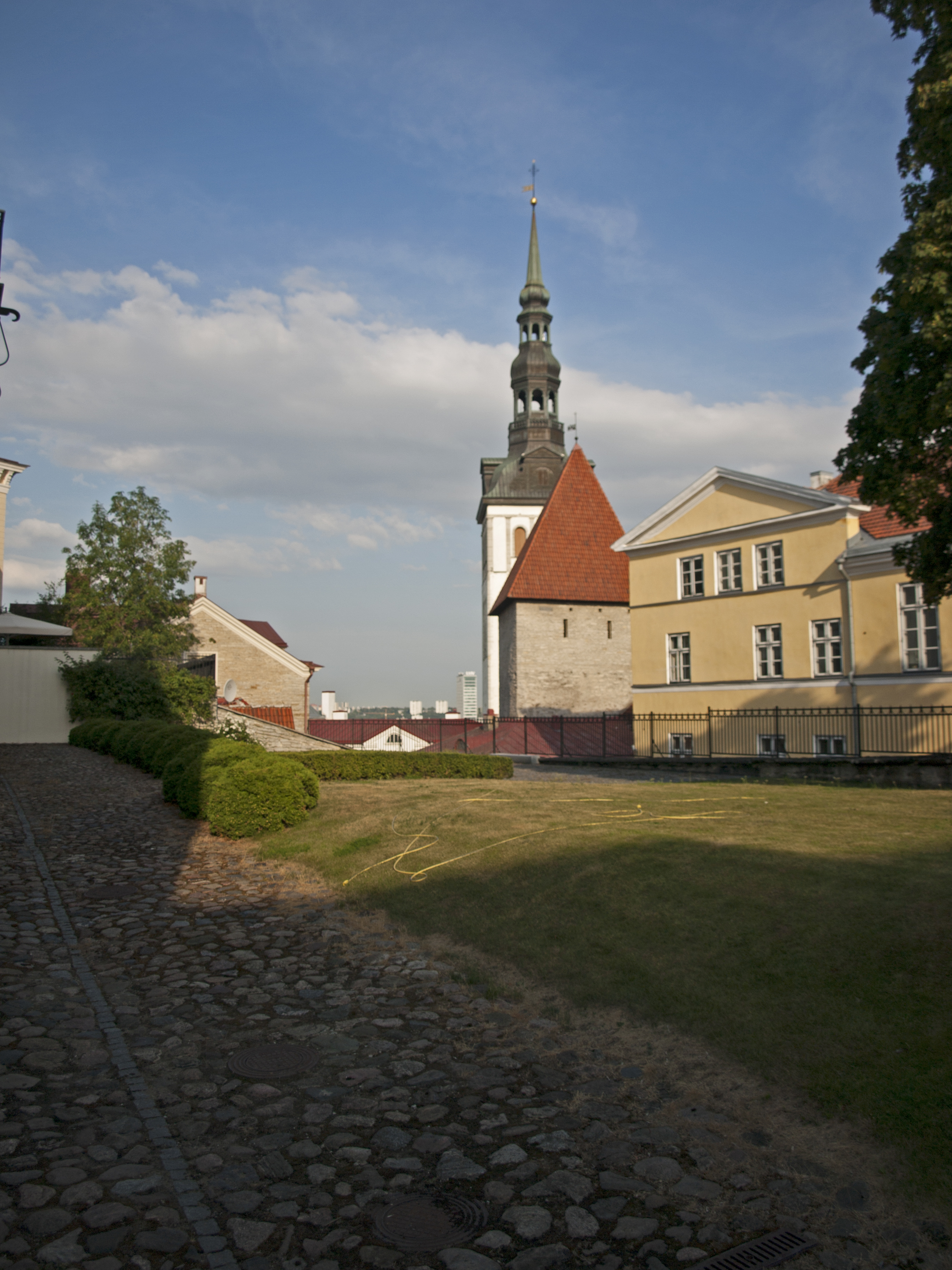
L'Église Saint-Nicolas et la tour de la porte de la Jambe courte.